# Niva (formaggio)
La niva /'ɲɪva – ceco o 'ɲiʋa – slovacco/  è un formaggio blu ceco. Questo formaggio, fatto con latte di vacca e pecora, è simile al formaggio di pecora francese roquefort. È molto diffuso nella Repubblica Ceca e, oltre ad essere consumato direttamente, viene spesso consumato come crema spalmabile (třená niva – Niva con burro o margarina schiacciato).
Contiene circa il 53% di sostanza secca, il 43% di grasso nella sostanza secca e il 22% di proteine.

## Produttori
- Slovacchia: 
  - Levické mliekárne
  - Tatranská mliekáreň (TAMI)
- Repubblica Ceca: 
  - Madeta (výrobný závod Český Krumlov)
  - Niva Dolní Přím
  - Mlékárna Otinoves

## Jihočeská niva
Niva è utilizzato come nome consolidato dai produttori in Repubblica Ceca e Slovacchia. Nel 2004 la Repubblica Ceca ha richiesto il marchio "Jihočeská Niva", che, nonostante le riserve della Slovacchia, è stato registrato nell'UE.